# Terminal Rodoviário de Feira de Santana
O Terminal Rodoviário de Feira de Santana é o terminal de ônibus localizado na Avenida Presidente Dutra, importante avenida que corta Feira de Santana no sentido leste-oeste e que serve de ligação da BR-324 à BR-116 sul para os motoristas que não utilizam o Anel de Contorno. O terminal da cidade baiana é administrado desde 1991 pela empresa SINART e atende 2,5 milhões de passageiros por ano. O terminal funciona 24 horas por dia e possui linhas intermunicipais e interestaduais.
Em setembro de 2011 a rodoviária também passou a fornecer acesso gratuito à Internet.

## Empresas operadoras
Santana, Viação Águia Branca, Gontijo, Expresso Guanabara, Emtram, Camurujipe, São Luis, Rápido Federal, Itapemirim, Novo Horizonte, Nacional, Cidade Sol, Real Expresso, Plenna, São Matheus, Marte, Falcão Real, entre outras.[carece de fontes?]

## Destinos atendidos
Salvador, São Paulo, Rio de Janeiro, Brasília, Goiânia, Belo Horizonte, Recife, Aracaju, Fortaleza, Natal, Palmas, Belém, Vitória, Campinas, entre outras.[carece de fontes?]